# 宮城野原公園総合運動場
宮城野原公園総合運動場（みやぎのはらこうえんそうごううんどうじょう）は、宮城県仙台市宮城野区にある運動公園である。

## 施設
公園内にある主な施設として、宮城球場（楽天モバイルパーク宮城）と仙台市陸上競技場（弘進ゴム アスリートパーク仙台）がある。宮城球場はプロ野球パシフィック・リーグの東北楽天ゴールデンイーグルスの専用球場（本拠地）であるが、高校野球などのアマチュア野球もここで開催される。仙台市陸上競技場は、宮城陸上競技場という県の施設だったものが仙台市に移管されたものである。この他に宮城テニスコートや宮城相撲場がある（宮城相撲場は2024年度中に廃止する方向で検討されている）。
宮城県が公園内の施設を所有し、県の外郭団体である宮城県スポーツ振興財団がその運営および管理を行っている。ただし、宮城球場の管理および運営については、都市公園法に基づく管理許可制度により、東北楽天ゴールデンイーグルスの運営法人である楽天野球団が行っている。また、仙台市陸上競技場については仙台市の所有および運営である。

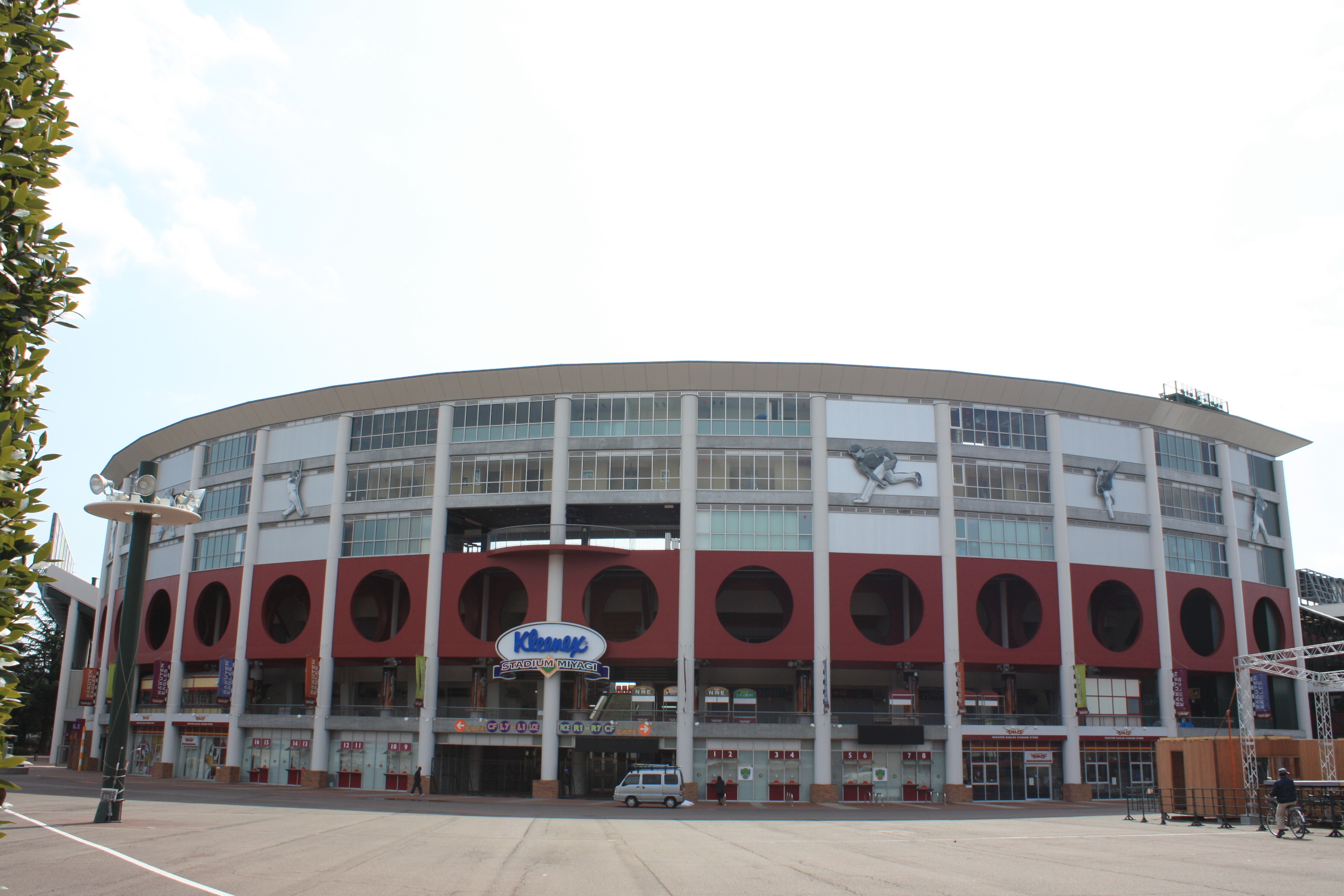
宮城球場
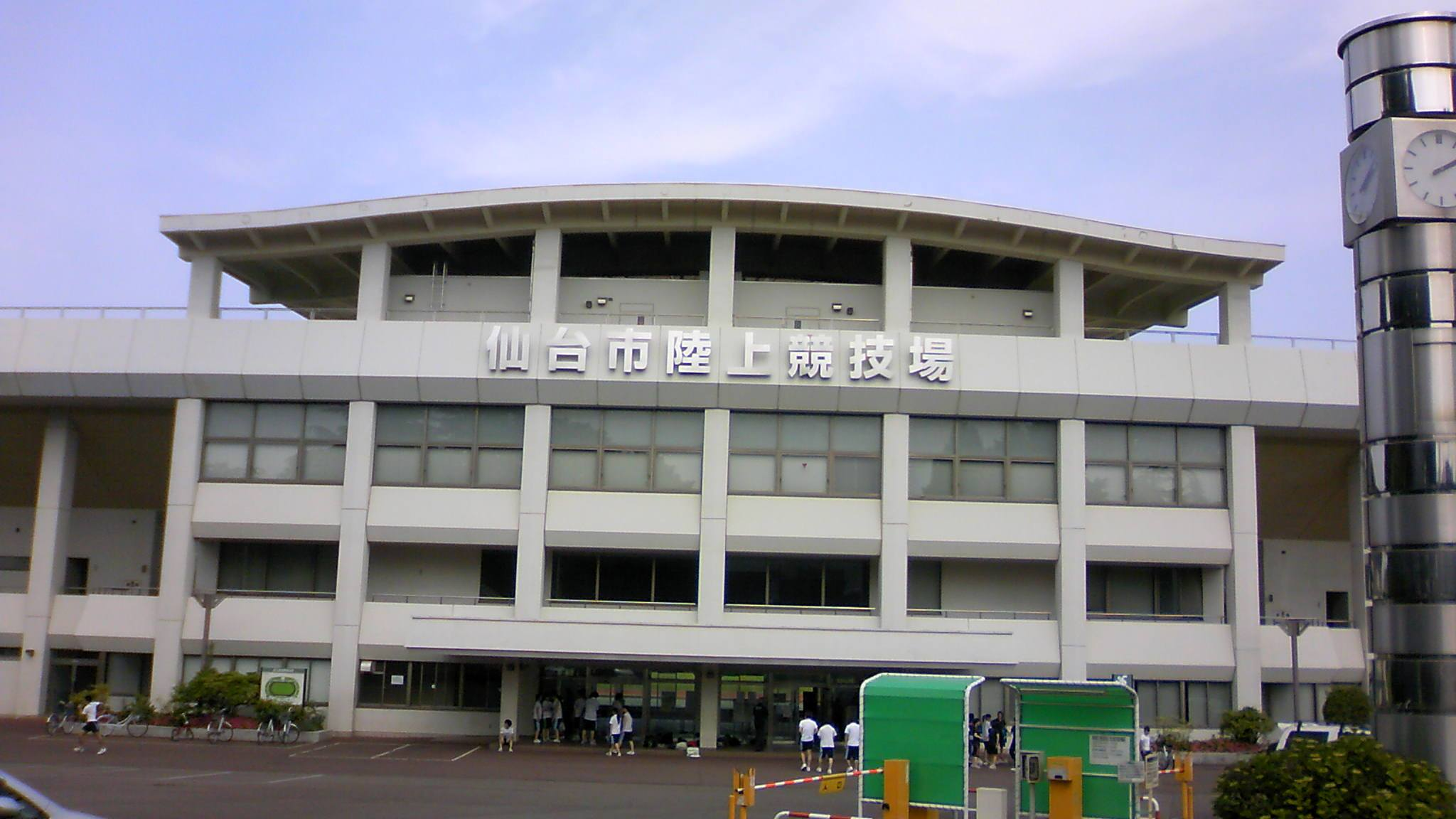
仙台市陸上競技場

## 歴史

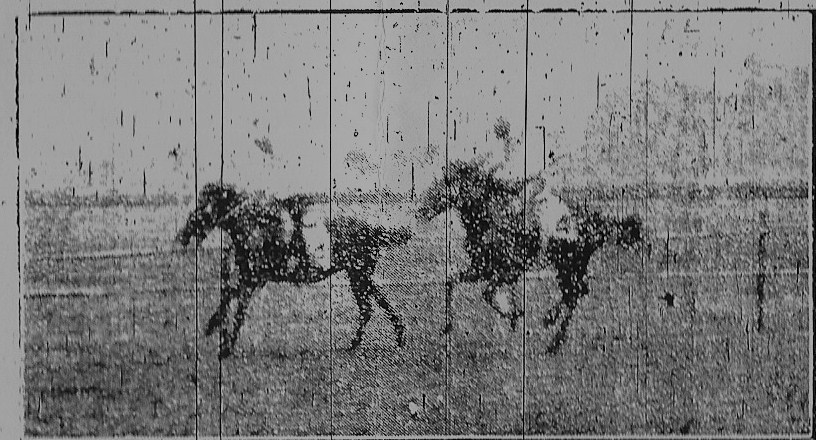
宮城野原練兵場に仮設で設置された仙台宮城野原競馬場での1911年（明治44年）4月の競馬の様子。

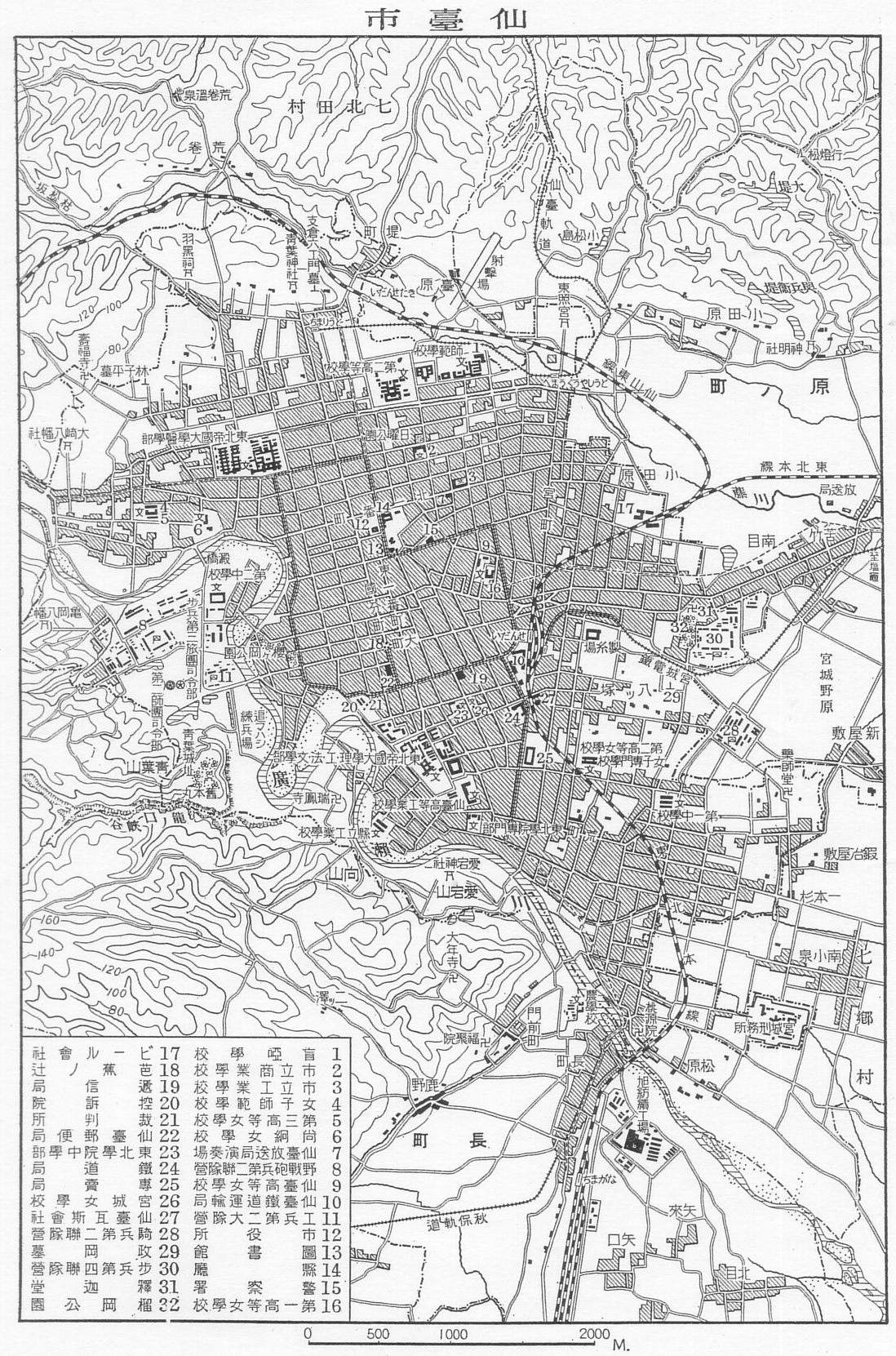
1927年（昭和2年）頃の仙台市および近郊地図。宮城野原公園総合運動場は地図の中央右の「宮城野原」に戦後に設置された。

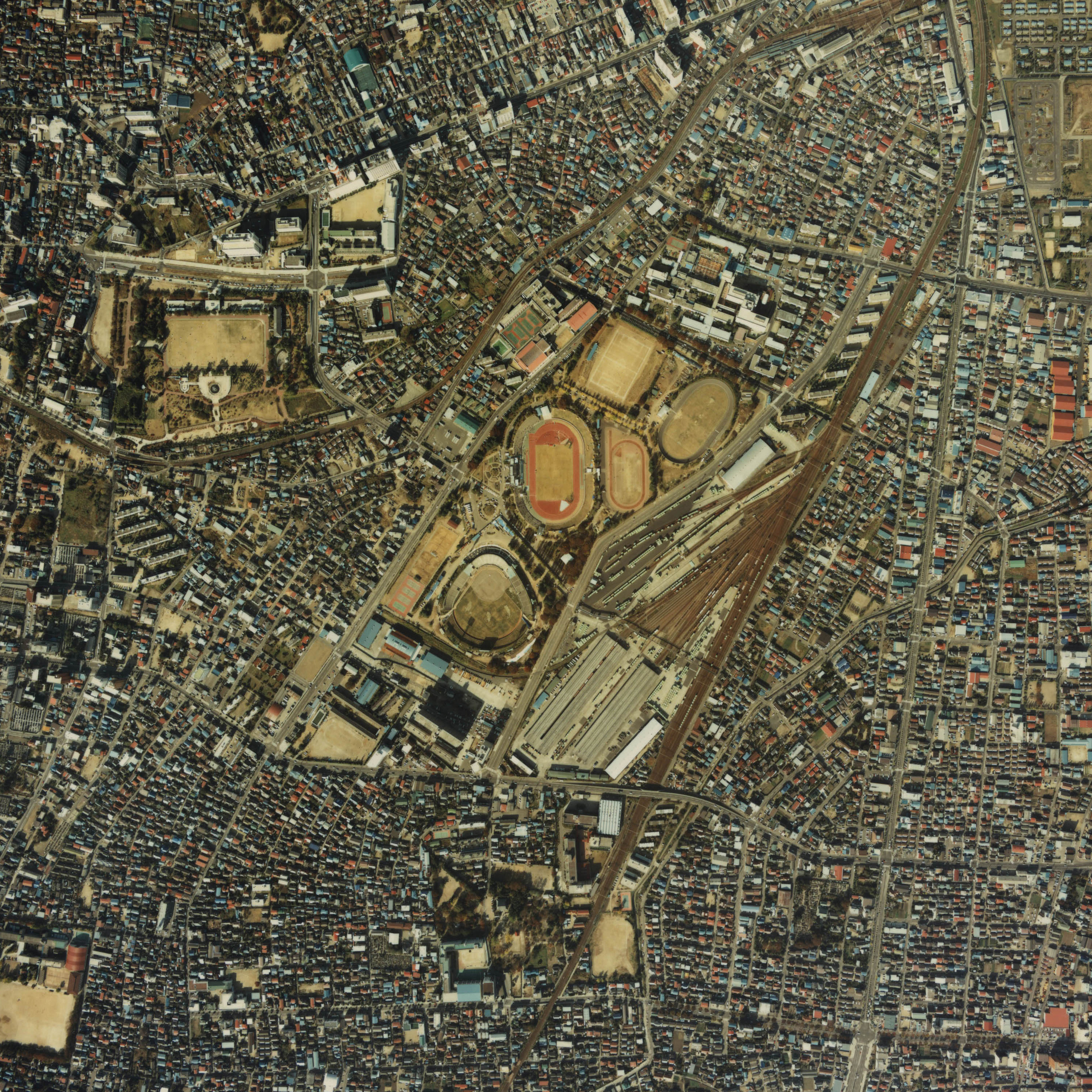
1984年（昭和59年）撮影。

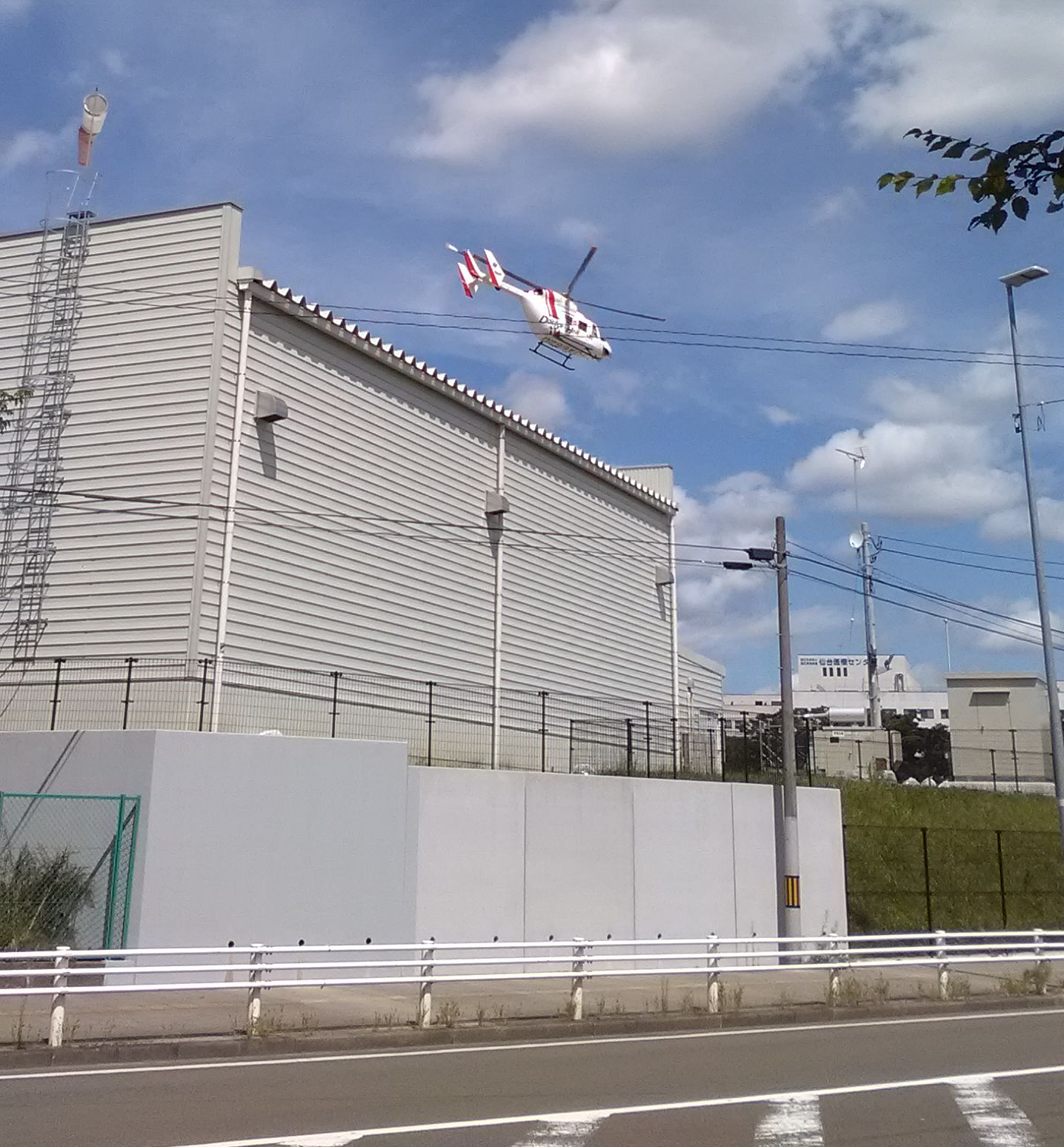
ランデブーポイントから離陸するドクターヘリ。手前の建物が格納庫

公園が建設される以前の宮城野原は、戦前に練兵場として使われていたが、不定期に仙台宮城野原競馬場、児童生徒の運動会場、航空機の離着陸などにも利用されていた。
1888年（明治21年）に文部大臣森有礼の訪問を歓迎して行われた連合運動会には仙台の児童生徒約7000名が参加し、これ以後仙台の小学校では連合運動会が恒例行事となった。
1913年（大正2年）には白戸栄之助操縦による奈良原式5号飛行機「鳳二世号」が宮城野原を飛んだ。これが仙台における飛行機の初飛行とされる。戦後の占領期には進駐軍の二つのキャンプ地 の間にあるという立地もあって、進駐軍が宮城野原に巨大な穴を掘りゴミ捨て場として利用していた。
宮城野原公園総合運動場は1949年（昭和24年）10月に宮城県によって起工された。1951年（昭和26年）には、多数の市民らにより終戦時に埋められた大砲等が続々発掘され、鉄屑として転売された。宮城野原公園総合運動場は1952年（昭和27年）10月に完成し、同時に開かれた第7回国民体育大会のメイン会場となった。1990年（平成2年）には全国高等学校総合体育大会（インターハイ）にも使用された。東北地方初のプロ野球公式戦が開催可能なナイター設備が設けられた宮城球場は、1973年（昭和48年）から1977年（昭和52年）にかけてロッテオリオンズ（現在は千葉ロッテマリーンズ）の暫定的な本拠地として使用され、その後も毎年セントラル・リーグとパシフィック・リーグあわせて10試合前後のプロ野球公式戦がここで行われた。
しかし、完成から四半世紀を越えて公園内の各施設の老朽化が進み、宮城球場ではプロ野球公式戦の開催数が減少して、アマチュア公式戦の運営にも支障をきたすようになっていった。宮城陸上競技場は1995年（平成7年）に、東北電力サッカー部を改組して発足しJFLに参加したブランメル仙台（現在のベガルタ仙台）の本拠地となったものの、照明設備がないため平日の試合もデーゲームで行わざるを得ないなど、数々の問題が生じた。しかし、施設の改修や増改築に対して都市公園法の規定が問題となった。都市公園法では公園内の運動施設は総面積の50パーセント未満と定められている。宮城野原公園総合運動場の施設面積は同法が施行された1956年（昭和31年）以前からこれを上回る約52パーセントとなっていたため、施設をさらに拡充する事ができなかったのである。
1997年（平成9年）、仙台市泉区に仙台スタジアム（現・ユアテックスタジアム仙台）が完成し、ブランメル仙台は本拠地をここへ移した。2001年（平成13年）には利府町で整備が進められていた宮城県総合運動公園（グランディ・21）内に宮城スタジアム（現・ひとめぼれスタジアム宮城）が完成し、同年開催された第56回国民体育大会の主会場となった。宮城陸上競技場は当初、日本陸上競技連盟第1種公認の競技場に指定されていたが、宮城スタジアムの完成に伴い第3種の指定に格下げされた。
長らく都市公園法に泣かされてきたこの運動場だが、2004年（平成16年）のプロ野球再編問題が大きな転換期となった。当時のオリックス・ブルーウェーブと大阪近鉄バファローズが統合されることに伴い、新規に1球団の参入が認められ、これに参入を表明したライブドアと楽天の双方が宮城球場を本拠地とする方針を明らかにしたのである。宮城県はこれに呼応する形で同年10月、県立都市公園条例を改正した。第3種陸上競技場の規定では補助グラウンドは不要であるため、補助グラウンドである宮城陸上補助競技場（敷地面積18,000平方メートル）を条例上の運動施設から削除する事務調整を行った。これにより宮城球場を最大14,000平方メートルまで拡張できるようになった。補助グラウンド跡地には日本テニス協会公認の宮城テニスコートが、従来テニスコートがあった場所には球場の屋内練習施設が造られた。また、補助グラウンドの代替施設としてウォーミングアップ用の直線走路が新設された。
その後、宮城球場の運営管理は、プロ野球に参入を果たした東北楽天ゴールデンイーグルスに委託されることとなった。2004年（平成16年）オフシーズン、2005年（平成17年）オフシーズンの2回に分けて改修および増築が行われた。
宮城県が宮城陸上競技場と赤字を生み続ける宮城スタジアムの2つの陸上競技場を所有し続けることが財政上の問題となり、古い宮城陸上競技場の廃止論が県庁内で生まれた。しかし、宮城スタジアムは交通の便が著しく不便であり、仙台市内の高校陸上部の練習も宮城陸上競技場周辺で行われていることから仙台市が廃止に反対した。そこで、2009年（平成21年）4月1日、宮城陸上競技場は県から市に譲渡されて「仙台市陸上競技場」（現・弘進ゴム アスリートパーク仙台）となった。
2014年（平成26年）までは宮城自転車競技場があったが、国立病院機構仙台医療センターの移転用地となったため廃止され敷地より除かれた。テニスコートと仙台医療センターの間にはドクターヘリの駐機場、格納庫、給油施設があり、搬送時には医療センターから救急車で公道を移動する。
南隣にある仙台貨物ターミナル駅を移転させその跡地を公園に組み込み、広域防災拠点とする計画が立てられている。

## アクセス
- JR東日本仙石線・宮城野原駅、または榴ケ岡駅
- 仙台市交通局東西線・薬師堂駅、または連坊駅